# Співволодіння (футбол)

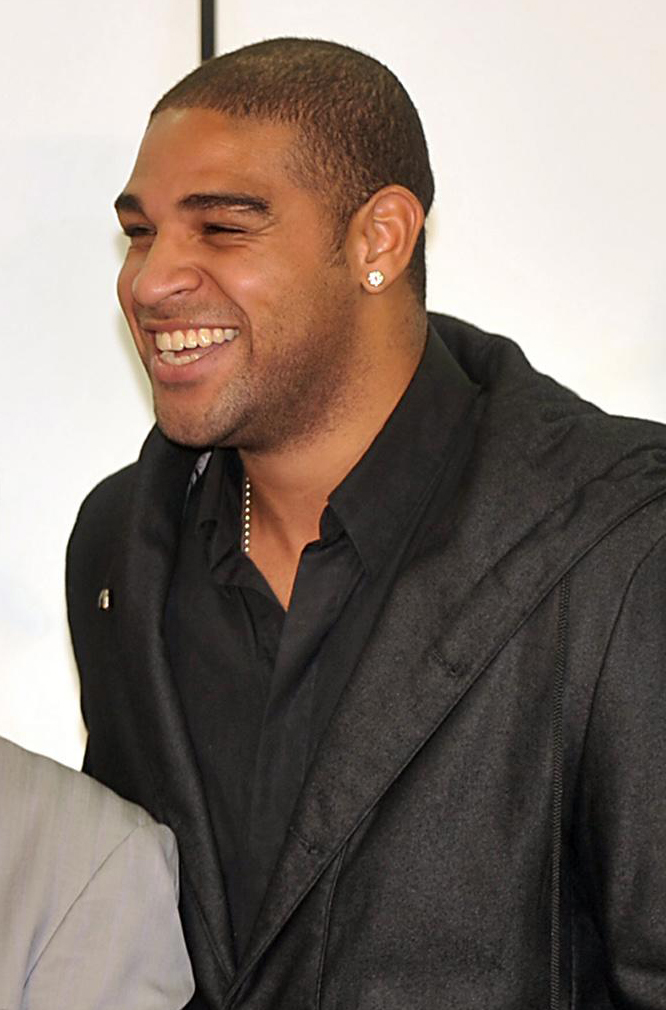
Бразильський футболіст Адріано, якого клуб «Інтер» віддав у спільне володіння в клуб «Парму» за 5 млн євро. Футболіст заграв так потужно, що його довелося викуповувати приблизно за 15 мільйонів євро, однак і ця сума була менше його ринкової вартості

Спільне володіння у футболі — угода, згідно з якою два футбольних клуби володіють контрактом з гравцем спільно, при цьому гравець має право виступати тільки за один футбольний клуб. Система поширена в деяких країнах, зокрема в Італії, Уругваї, Чилі та Аргентині.
Як правило, механізм оформлення такої угоди наступний: клуб «А» купляє у клубу «В» 50 % прав на гравця, при цьому маючи можливість після закінчення терміну контракту викупити решту за прописану в контракті суму X. З іншого боку клуб «В», по закінченню строку контракту, має право контрвикупу прав клубу «А», також за прописану в контракті суму Y. По закінченню строку контракту клуби повинні домовитися хто стане єдиним власником прав. У разі відсутності домовленості проводиться «конвертний аукціон», на якому кожна зі сторін прописує на папері яку суму готова заплатити за частину прав, далі обидва папери запечатуються у конверт і після розкриття конвертів 100 % прав на гравця дістаються тій стороні, яка запропонує більше.
Даний тип операції відрізняється від володіння правами на гравця третіми особами тим, що контракт належить виключно футбольним клубам, а не стороннім керуючим організаціям.

## Італія
Спільне володіння є загальним в італійському футболі для клубів усіх ліг, які виступають під егідою Італійської федерації футболу. І керується наступними правилами (стаття 102 — diritti di partecipazione):
- Права на футболіста можуть бути розділені в пропорції 50 % на 50 %, і не інакше.
- Права можуть бути розділені тільки між професійними футбольними клубами, і ніким іншим.
- Угода укладається рівно на один рік, після закінчення якого клуби повинні домовитися, хто стане єдиним власником прав. Допускається продовження спільного володіння, але тільки ще на один сезон.
- Укладення угоди можливе тільки відносно футболістів, чий контракт закінчується не раніше ніж через два роки з моменту події.
- Всі дії по угоді — ініціювання, продовження терміну дії, розірвання та передача третій стороні — можливі тільки за згодою футболіста.
- Футболіст, що перебуває у спільній власності, може бути переданий в оренду третій стороні, а також може бути відданий за взаємозаліком за іншою угодою[2].

На практиці угоди спільного володіння укладаються між іменитими клубами, які викуповують 100 % контрактів молодих перспективних гравців, і пізніше продають 50 % прав клубам Серії B, і низу Серії A, з метою надати гравцям ігрову практику, і в разі якщо гравець розкриє свій талант і заграє на високому рівні, через контрвикуп 50 % прав, повернути гравця назад у своє розташування. Таким чином клуб-гранд надає своєму футболісту ігрову практику, а клуб-співвласник докладає зусиль для того, щоб гравець заграв як можна краще, з метою заробітку грошей.

### Плюси
Практика спільного володіння дозволяє небагатим клубам за відносно невеликі гроші отримувати сильних гравців і заробляти на цьому.

### Критика
З погляду юриспруденції, право спільного володіння не є правом власності, що своєю чергою суперечить правилам УЄФА, а також нормам фінансової звітності IAS/IFRS. Право спільного володіння призводить до великої кількості непрозорих угод, а «конвертні аукціони», на думку УЄФА, прирівнюються до відмивання грошей. Так, в 2011 році «Рома» заплатила «Сампдорії» за половину прав на Джанлуку Курчі всього 500 євро, при ринковій вартості гравця понад 1 000 000 євро. За скасування права спільного володіння в Італії виступають провідні клуби країни «Ювентус», «Лаціо» і «Рома», побоюються перевірок з боку УЄФА.